# 閣岩駅
閣岩駅（カガムえき、朝鮮語: 각암역）は朝鮮民主主義人民共和国平安南道价川市にある駅で、満浦線に属する。 

## 歴史
- 1932年11月1日：開業[1]。

## 隣の駅
満浦線
中坪駅 - 閣岩駅 - 龍源里駅